# 毛罗特·彼得
毛罗特·彼得（匈牙利語：Marót Péter，1945年5月27日—2020年6月7日），匈牙利男子击剑运动员。他曾代表匈牙利参加1972年和1976年夏季奥林匹克运动会击剑比赛，共获得一枚银牌和一枚铜牌。